# Andrzej Tyszkiewicz

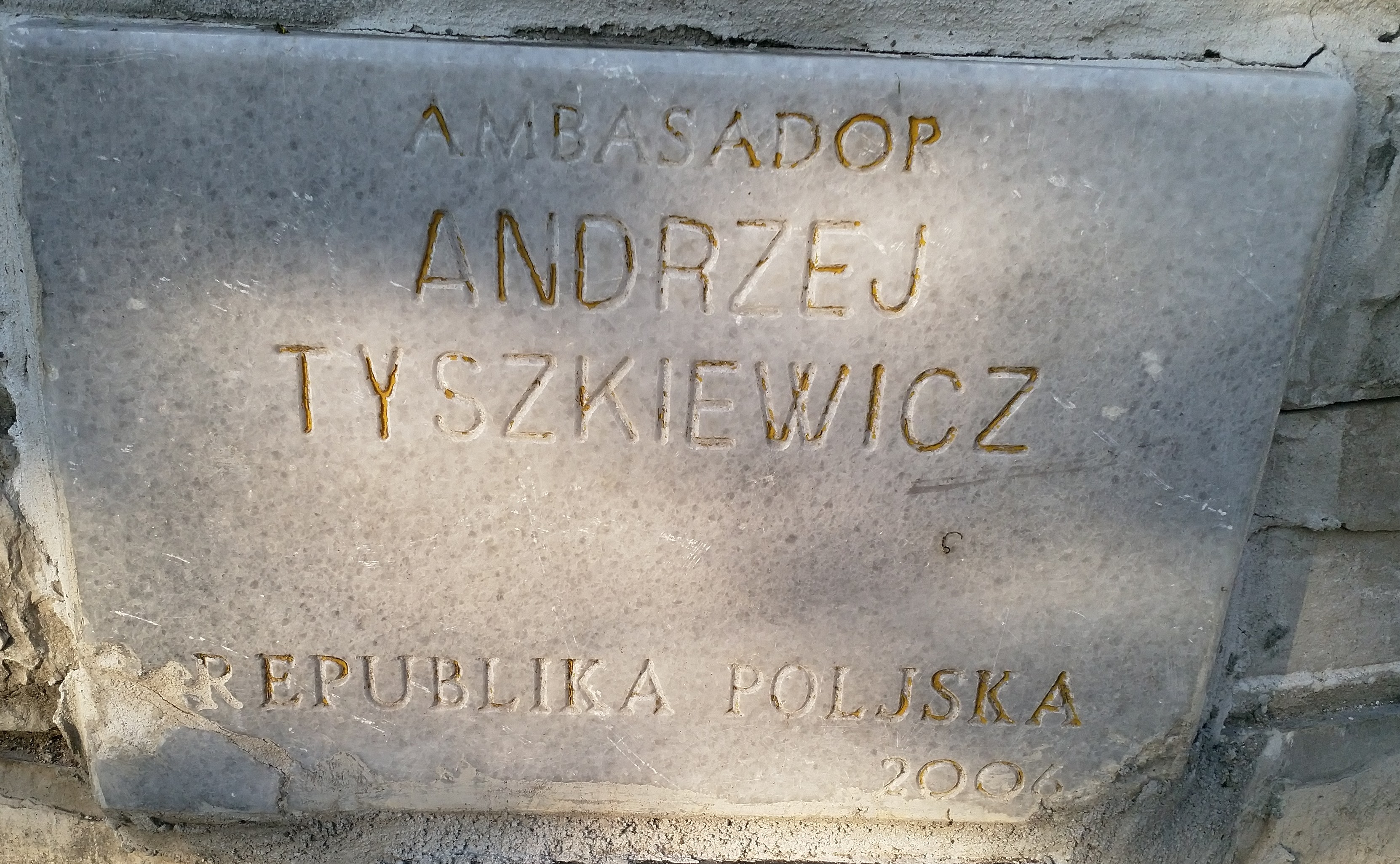
Tablica drzewa Andrzeja Tyszkiewicza w alei Ambasadorów w Sarajewie

Andrzej Tyszkiewicz (ur. 3 października 1949 w Ciechanowie, zm. 19 października 2017 w Warszawie) – generał broni Wojska Polskiego, zastępca dowódcy Wojsk Lądowych (2002–2005) i pierwszy dowódca Polskiej Dywizji Wielonarodowej w Iraku (2003–2004), ambasador nadzwyczajny i pełnomocny RP w Bośni i Hercegowinie (2005–2010), szef Misji Obserwacyjnej Unii Europejskiej (EUMM) w Gruzji, komandor Orderu Odrodzenia Polski, doktor inżynier nauk wojskowych.
Syn Franciszka i Apolonii. Pochowany na Cmentarzu parafii Opatrzności Bożej w Wesołej.

## Wykształcenie
W latach 1969–1973 studiował w Wyższej Szkoły Oficerskiej Wojsk Zmechanizowanych im. Tadeusza Kościuszki we Wrocławiu, którą ukończył z oceną bardzo dobrą i dyplomem inżyniera-dowódcy. Ukończył z wyróżnieniem Akademię Wojskową im. Michaiła Frunzego (1976–1979) oraz ze złotym medalem Akademię Sztabu Generalnego Sił Zbrojnych ZSRR (1988–1990), a także w Kurs Generalski w Akademii Obrony NATO w Rzymie (1998) i Kurs dla Kierowniczej Kadry Sojuszu Północnoatlantyckiego w Szkole NATO w Oberammergau (2000). Ponadto w 1975 zwyciężył w Olimpiadzie Taktycznej Wojska Polskiego. W 2005 na Akademii Obrony Narodowej obronił rozprawę doktorską w dyscyplinie nauk wojskowych (specjalność: bezpieczeństwo międzynarodowe) pod tytułem „Przygotowanie i prowadzenie operacji stabilizacyjnej przez wielonarodowy związek taktyczny” (promotor – Tadeusz Jemioło).

## Służba wojskowa i dyplomatyczna
Służbę zawodową rozpoczął w 8 Dywizji Zmechanizowanej w garnizonach Koszalin i Trzebiatów na stanowiskach: dowódcy plutonu i kompanii oraz szefa sztabu batalionu zmechanizowanego. Po ukończeniu akademii wojskowej w 1979 objął stanowisko starszego oficera operacyjnego – zastępcy szefa sztabu 28 Pułku Zmechanizowanego, a następnie szefa sztabu 36 Pułku Zmechanizowanego (1980–1982) i dowódcy 32 Pułku Zmechanizowanego (1982–1984). Następnie został przeniesiony do Warszawskiego Okręgu Wojskowego, gdzie pełnił kolejno obowiązki dowódcy 1 Pułku Zmechanizowanego w Wesołej (1984–1986), szefa sztabu 1 Dywizji Zmechanizowanej w Legionowie i dowódcy 6 Brygady Powietrznodesantowej w Krakowie (1987–1988). W 1988 w drodze wyróżnienia skierowany został na studia w Akademii Sztabu Generalnego ZSRR, po ukończeniu której kontynuował służbę w Dowództwie Warszawskiego Okręgu Wojskowego, m.in. jako: szef oddziału operacyjnego, szef sztabu-zastępca dowódcy (1990–1992) i szef szkolenia-zastępca dowódcy (1993–1994).
W 1994 przeniesiony do Sztabu Generalnego WP, gdzie zajmował stanowisko szefa Zespołu Inspekcji Sił Zbrojnych. W ramach przygotowania Sił Zbrojnych RP do członkostwa w Pakcie Północnoatlantyckim został wyznaczony na stanowisko Attaché Obrony, Wojskowego, Lotniczego i Morskiego przy Ambasadzie RP w Turcji (1995–1998), a następnie w lutym 1999 został przeniesiony do Mons, gdzie organizował i tworzył Polskie Narodowe Przedstawicielstwo Wojskowe przy Naczelnym Dowództwie NATO w Europie (SHAPE), którego był pierwszym szefem (1999–2002). Po powrocie do kraju został wyznaczony na stanowisko zastępcy dowódcy Wojsk Lądowych (2002–2005). Po zaproszeniu Polski do udziału w operacji „Iracka Wolność” został wytypowany na stanowisko pierwszego dowódcy Dywizji Wielonarodowej Centrum-Południe i Polskiego Kontyngentu Wojskowego w Iraku, które pełnił od 16 kwietnia 2003 do 11 stycznia 2004. Podczas misji brał udział w utworzeniu, wyszkoleniu i dowodzeniu Dywizją Wielonarodową Centrum-Południe w Iraku, składającą się z kontyngentów wojskowych z dwudziestu czterech państw.
W latach 2005–2010 pełnił funkcję Ambasadora Nadzwyczajnego i Pełnomocnego RP w Bośni i Hercegowinie w Sarajewie. W czerwcu 2011 Andrzej Tyszkiewicz wygrał konkurs organizowany przez Europejską Służbę Działań Zewnętrznych i został nominowany na szefa Misji Obserwacyjnej Unii Europejskiej w Gruzji. Służbę na tym stanowisku zakończył w czerwcu 2013.

## Działalność naukowo-dydaktyczna
W 2005 w Domu Wydawniczym Bellona wydał książkę pt. „Operacje stabilizacyjne”. Jest autorem kilkudziesięciu artykułów i wywiadów prasowych. Wygłosił szereg wystąpień naukowych m.in. w: AON, Akademii Dyplomatycznej MSZ, Wyższej Szkole Pedagogicznej TWP, Instytucie Problemów Bezpieczeństwa, Ministerstwie Środowiska, Dowództwie Operacyjnym, Dowództwie Wojsk Lądowych i Wyższej Szkole Oficerskiej Wojsk Lądowych. Był również zapraszany z wykładami do Międzynarodowego Czerwonego Krzyża w Hadze, Królewskiej Akademii Wojskowej w Bredzie, Bałtyckiego College’u Obrony w Estonii, Dowództwa Sił Reagowania w Madrycie, Uniwersytetu Stosunków Międzynarodowych w Tbilisi, Szkoły NATO w Oberammergau, Sztabu Generalnego i Dowództwa Wojsk Lądowych Bułgarii oraz Centrum Szkolenia Operacji Wspierania Pokoju w Sarajewie. Tyszkiewicz przedstawiał także polskie doświadczenia z Iraku na międzynarodowych konferencjach i sympozjach, w tym m.in. na posiedzeniu Zgromadzenia Parlamentarnego NATO w Bratysławie (2004), European Center for security Studies (2004), AFCEA Europe (2004), Organizacji SOCIRES (2004), Europa i NATO w Londynie (2005) i NATO Studies Center w Bukareszcie (2004).
Pełniąc obowiązki ambasadora, Tyszkiewicz brał udział w kampaniach informacyjnych promujących dorobek i osiągnięcia UE i NATO, takich jak: „UE w Twoim Mieście” w Zenicy, „Różnorodność – bogactwem UE” w Szekovici, „Młodzież w UE” w Pale oraz „Liberalizacja reżimu wizowego dla BiH” na Uniwersytecie w Sarajewie. Uczestniczył w wielu konferencjach międzynarodowych  i debatach publicznych w Sarajewie, Banja Luce i Tuzli z udziałem przedstawicieli władz BiH oraz regionów, korpusu dyplomatycznego i organizacji pozarządowych, przekazując polskie doświadczenia z procesu przedakcesyjnego, akcesji i funkcjonowania w UE i NATO. Jako ambasador – był również zapraszany przez Centrum Szkolenia Operacji Wspierania Pokoju (PSOTC) w Sarajewie. Wykonując obowiązki szefa Misji Obserwacyjnej UE (EUMM) w Gruzji Tyszkiewicz nawiązał bliską współpracę z Uniwersytetem Stosunków Międzynarodowych (później Tbilisi Open Teaching University) w Tbilisi, gdzie prowadził zajęcia dydaktyczne. Ten uniwersytet uhonorował Tyszkiewicza tytułem „Doctora Honoris Causa”.

## Awanse
- 1988 – pułkownik
- 1993 – generał brygady
- 2000 – generał dywizji
- 2004 – generał broni

## Ordery i odznaczenia
- Krzyż Komandorski Orderu Odrodzenia Polski – 2004[11]
- Krzyżem Oficerski Orderu Odrodzenia Polski
- Krzyż Kawalerski Orderu Odrodzenia Polski – 2000[12]
- Złoty Krzyż Zasługi
- Srebrny Krzyż Zasługi
- Złoty Medal „Siły Zbrojne w Służbie Ojczyzny”
- Srebrny Medal „Siły Zbrojne w Służbie Ojczyzny”
- Brązowy Medal „Siły Zbrojne w Służbie Ojczyzny”
- Złoty Medal „Za Zasługi dla Obronności Kraju”
- Srebrny Medal „Za Zasługi dla Obronności Kraju”
- Brązowy Medal „Za Zasługi dla Obronności Kraju”
- Medal Brązowej Gwiazdy – Bronze Star Medal – 2005, Stany Zjednoczone[13]
- Medal Ministra Obrony Mongolii
- Medal Ministra Obrony Czechosłowacji
- Gwiazda Iraku
- Krzyż Honoru Ukrainy
- Medal Ministra Obrony Bułgarii „Za wierną służbę”
- Medal „Pro Memoria” Urzędu ds. Kombatantów
- Order Honoru Prezydenta Gruzji
- Wpis do Księgi Honorowej MON
- Tytuł „Doctora Honoris Causa” Tbilisi Open Teaching University